# Medeja (Dane Zajc)
Medeja je drama Daneta Zajca, izdana v letu 1988.

## Osebe
- Jason
- Medeja
- Pelias, kralj Jolka
- Peliasovi hčeri
- Akast, Peliasov sin
- Kirka
- Kreon, korintski kralj
- Glauka, njegova hči
- Kapitan
- Trije mornarji
- Dvorjan

## Povzetek
Jason brede prek reke v Jolk, v vodi izgubi obuvalo. Peliasovi hčerki se prestrašita, kajti prerokovano je, da bo Peliasu vzel življenje tisti, ki bo prišel bos na eno nogo.

### 1. dejanje
Jason se je umiril, ne zahteva prestola, Pelias ima njega in Medejo za prijatelja. Toda oblast mu ni več v slast, postaral se je, zato ga obseda želja po pomladitvi. Hčerki ga svarita, se norčujeta, a Pelias trmasto vztraja, naj oni dve izvedeta čarovniški postopek pomladitve. Vendar hčeri tega ne zmoreta, zato Pelias prosi Medejo za pomoč. Medeja med postopkom Peliasa ubije in s tem Jasonu priskrbi prestol. Ko skušajo dvorjani morilca prijeti, z medejino čarovnijo pobegneta.

### 2. dejanje
Jason Medeja in njuna sinova so na begu, smrtno maščevanje jima obljublja Akast, Peliasov sin, išče ju Medejin oče, saj sta ubežnika na begu iz Kolhide razkosala Medejinega brata Apsirta, da bi zadržala zasledovalce. Skrivata se na Kirkinem dvoru; Medeja je brez usmiljenja pripravljena ubiti vsakogar, ki bi jo hotel ločiti od Jasona.
Begunca pribežita v Korint, kralj Kreon jima da zavetje, v njiju je prepoznal prinašalca usode; zato odkloni Akastovo zahtevo po izročitvi. Usoda res deluje: Glauka se zaljubi v Jasona, on postaja nestrpen do Medeje, preseda mu njena demonična resnobnost, mika ga lahkotno življenje Korinta. V slutnji konca Medeja prosi Kirko, naj ju z Jasonom poroči; svatje so kolhidski mornarji, ki jih je bila Kirka spremenila v svinje. Čarovnica jima v črepinji prihodnosti pokaže Glauko, ki od očeta zahteva izgon Medeje, da se bo lahko poročila z Jasonom. Medeje se polasti obup, od njune silne ljubezni je ostalo le še mrtvo oglje. Pridobi si Glaukino zaupanje in ji podari zastrupljeno poročno obleko, nato zakolje svoja sinova. Glauka v strašnih mukah umre, umre tudi Kreon, ki prihiti hčerki na pomoč. Prihodnosti ni, Medeja bo v večnost ponavljala svoje strašno dejanje, ki je kazen za brezmernost, Jason bo v večnost tovoril svojo krivdo. Klecajoč pod bremenom svojega sveta - ženske in krvavečih otrok - pride v Jolk, da bi našel smrt od Akastovega meča. A Akast v zlomljenem, shiranem starcu ne prepozna Jasona, prepusti ga njemu samemu. Vhrepenenju po "deželi steklenih oči, mirnih, navzgor zasukanih" Jason s svojim bremenom odhaja, izginja v daljavi.

## Vir
- Obnova citirana po: Alenka Goljevšček: Alenka Goljevšček, "Od A(brama) do Ž(upančiča): Vsebine 765 dram slovenskih avtorjev". Ljubljana: Slovenski gledališki muzej, 2011. 894-895.  (COBISS)